# Mirela Zeța
Mirela Zeța (n. 17 august 1982, București) este o actriță română, cunoscută pentru interpretarea sa din serialul TV Mondenii.
În 2005 a absolvit   Universitatea de Arta Teatrala și Cinematografica "I.L. Caragiale", clasa prof. univ. dr. Gelu Colceag.

## Filmografie
- Atletico Textila - Raluca
- Mondenii (2006-2014) - serial TV
- Restul e tăcere (2008)